# Evanghelia după Iacob

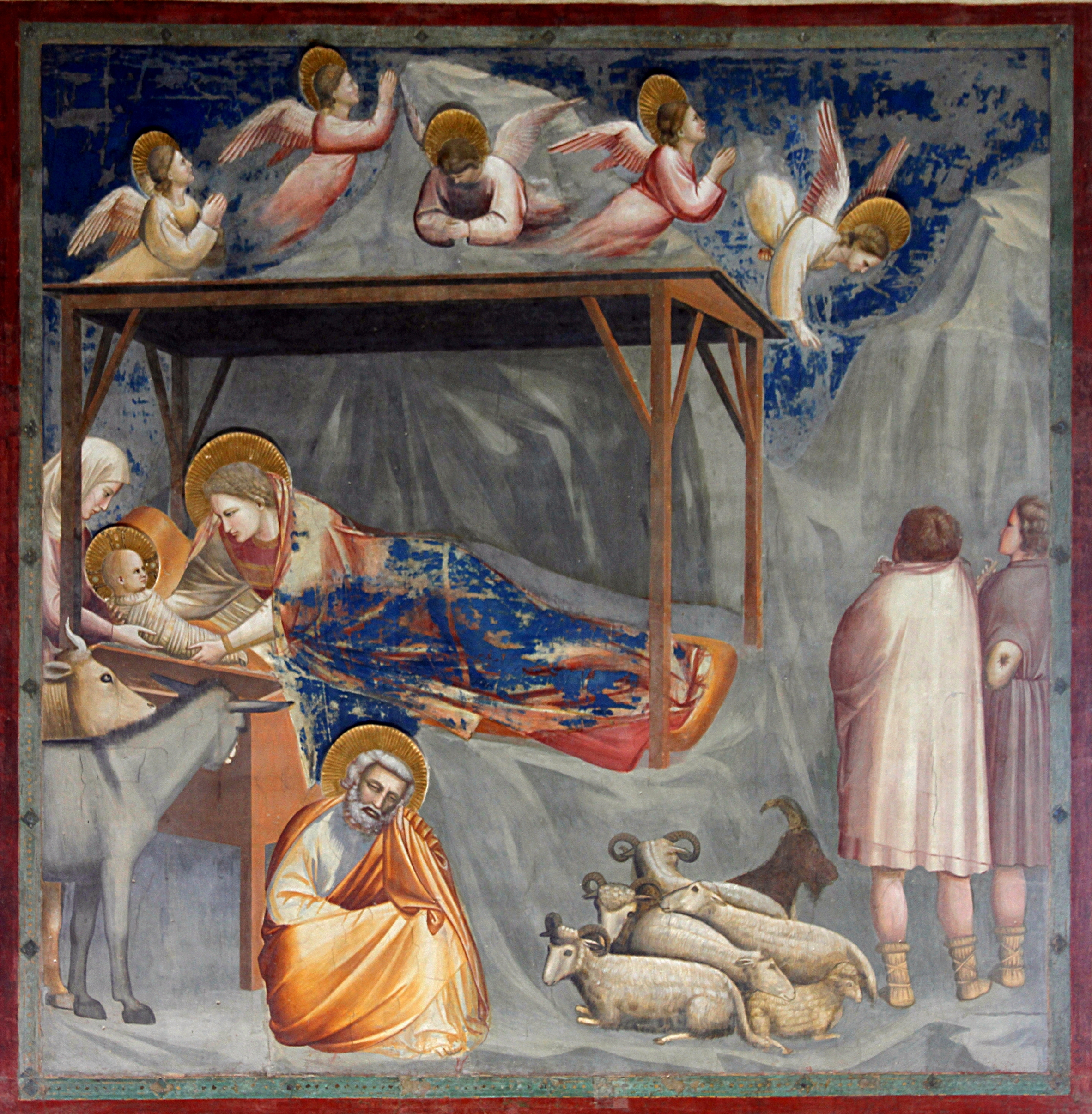
Pictură de Giotto di Bondone cu nașterea lui Iisus. Prezența unui bou și a unui măgar, ce încălzesc cu suflarea lor pruncul Iisus, este evidențiată de Proto-Evanghelia lui Iacob

Evanghelia după Iacob, cunoscută și sub numele de Protoevanghelia lui Iacob sau Evanghelia Copilăriei lui Iisus, este o evanghelie apocrifă, scrisă probabil în jurul anului 145 e.n, ce dezvoltă descrierea copilăriei lui Iisus relatată în evangheliile lui Matei și Luca și prezintă o relatare a nașterii și copilăriei Mariei însăși. Este cea mai veche sursă care susține fecioria Mariei nu numai înainte de nașterea lui Iisus ci chiar și după aceea. Vechile manuscrise ce s-au păstrat ale cărții au diferite titluri cum ar fi “ Nașterea Mariei”, “Povestea nașterii Mariei, Mama Domnului”, sau “Nașterea Mariei; Evanghelia lui Iacob".

## Autor și datare
Documentul afirmă că ar fi scris de către Iacob: „Eu, Iacob, am scris această istorie în Ierusalim”-XXV. Presupusul ei autor ar fi astfel Iacob cel Drept, despre care textul pretinde că ar fi un fiu al lui Iosif dintr-o căsătorie anterioară, deci un frate după tată al lui Isus.
Cercetătorii au stabilit că în baza stilului folosit și a faptului că autorul ei nu cunoștea obiceiurile evreiești contemporane lui în timp ce Iacob cel Drept cel istoric le cunoștea cu siguranță, lucrarea este pseudiepigrafă (nu a fost scrisă de persoana cărei i-a fost atribuită). De exemplu lucrarea sugerează că ar fi existat în iudaism fecioare consacrate templului, similare vestalelor din Roma păgână, dar aceasta este o scorneală. Ideea că Mariei i s-ar fi permis să intre-n Sfânta Sfintelor este o imposibilitate evidentă (probabil ar fi fost considerată blasfemie de către evreii antici). Celibatul nu a jucat un rol important în iudaism, în care a fi căsătorit și a face copii erau înțelese drept datorii sacre.
Consensul este că a fost compusă în secolul al II-lea e.n. Prima mențiune a cărții este făcută de Origen la începutul secolului al III-lea, care afirmă despre text că, la fel cu o evanghelie după Petru, ea era de apariție recentă și dubioasă, dar era de aceeași părere cu cartea că „frații Domnului” erau fiii lui Iosif cu o nevastă anterioară.

## Conținut

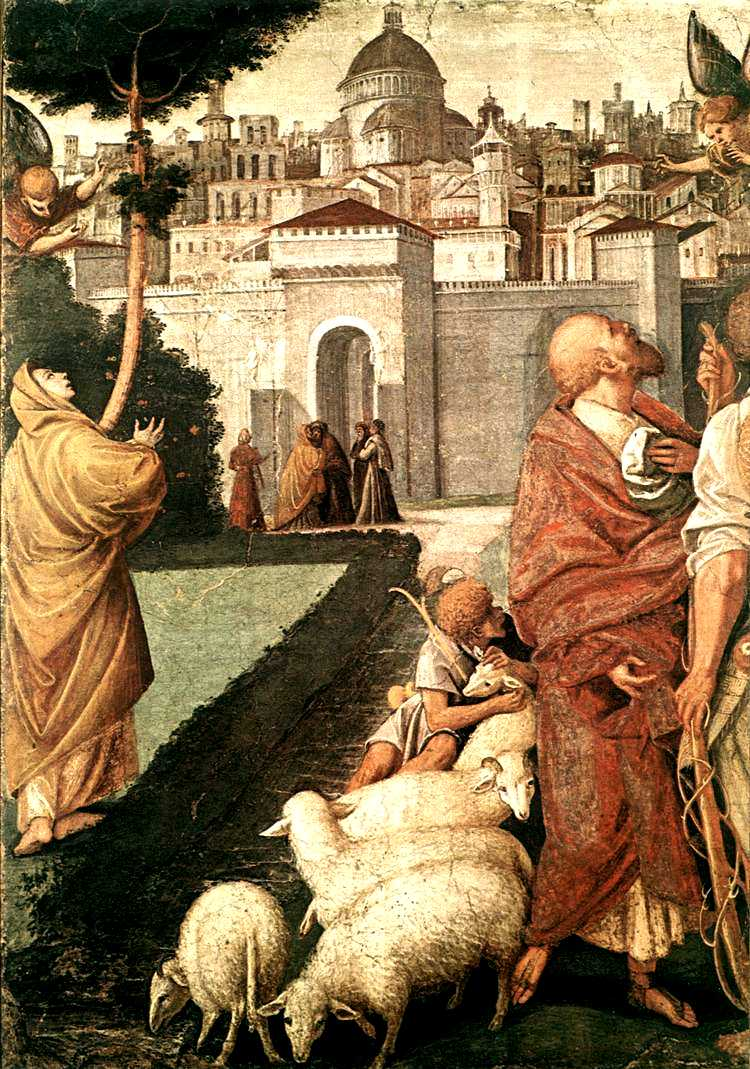
Gaudenzio Ferrari, Vestirea lui Ioachim și Ana

Evanghelia lui Iacob este alcătuită din trei părți egale, fiecare având opt capitole : 
- primul capitol conține nașterea unică a Mariei lui Ana, copilăria și consacrarea ei templului.
- al doilea capitol începe când ea avea 12 ani, și prin îndrumarea unui înger, Sfântul Iosif este ales pentru a-i fi soț.
- al treilea capitol descrie Nașterea lui Iisus, cu vizita moașelor, fuga și ascunderea lui Iisus din fața lui Irod cel Mare într-un staul și totodată, în paralel, și fuga și ascunderea lui Ioan Botezătorul și a mamei sale (Elisabeta) din fața lui Irod Antipa.[10]

Un punct central al lucrării este Plângerea Anei iar tema principală sublinirea manifestării grației divine în viața Mariei, puritatea acesteia și fecioria ei atât înainte cât și după naștere, dar și în timpul ei, confirmată de moașa după naștere și testată de “Salomea” care probabil este Salomea ce mai târziu va deveni o ucenică a lui Iisus menționată în Evanghelia lui Marcu ca fiind prezentă la crucificare.
Acesta este de asemenea și singurul text care proclamă în mod explicit că Iosif era văduv, cu copii, în momentul în care Maria îi este încredințată. Acest fapt este menționat într-unul din textele lui Origene ce aduce dovezi pentru a demonstra că “rudele Domnului erau copiii lui Iosif cu o soție anterioară".
Printre alte tradiții ce nu sunt prezente în cele patru evanghelii canonice avem nașterea lui Iisus într-o peșteră, omorârea în templu a lui Zaharia, tatăl lui Ioan Botezătorul în timpul Masacrului Inocenţilor și vârsta avansată a lui Iosif la nașterea lui Iisus. Nașterea în peșteră s-a păstrat în memoria populară, multe opere de artă ale Renașterii Sieneze și Florentine timpurii cu acest subiect continuând să prezinte același scenariu, care este practic universal în icoanele bizantine, grecești și rusești ale Nașterii lui Iisus. 